# Randy Brecker
Pour les articles homonymes, voir Brecker.
Randal Edward « Randy » Brecker (né à Cheltenham, Pennsylvanie, le 27 novembre 1945) est un trompettiste américain. Il est beaucoup demandé dans le jazz et le rock. Il a enregistré avec Billy Cobham, Bruce Springsteen, Charles Mingus, Horace Silver, Jaco Pastorius et beaucoup d'autres.
Randy Brecker est le frère de Michael Brecker (né en 1949). Ils ont dirigé ensemble Dreams et les Brecker Brothers, un groupe de jazz funk fusion qui a enregistré plusieurs albums dans les années 1970.
Après la séparation des Brecker Brothers en 1982, Randy a enregistré et fait des tournées avec le big band Word Of Mouth de Jaco Pastorius.
En 2001, Randy a retrouvé son frère Michael pour une tournée en Europe avec une version acoustique des Brecker Bros ainsi que la promotion de son album Hangin' In The City.
Le CD pour ESC, 34th N Lex, sorti en avril 2003, compte onze nouvelles compositions et arrangements avec David Sanborn, Michael Brecker, Fred Wesley et Ronnie Cuber, en plus du groupe habituel de Randy Brecker.
Son dernier Album "Randy in Brazil" est paru en mars 2009. Il comprend des reprises d'artistes brésiliens tel « Rebento » de Gilberto GIL et des compositions personnelles.

## Discographie
- Live at sweet Basil  Randy Brecker quintet 1988 .
- Randy in Brasil 2006 .

- 1985  avec Carla

Bley Night-Glo
- 1994 Avec Robin Eubanks."Métal Images".